# Eske K. Mathiesen
Eske Kaufmann Mathiesen, född 29 april 1944, död 4 juni 2021, var en dansk poet. Kaufmann Mathiesen utkom med ett 30-tal diktsamlingar, varav många handlar om djur eller djurs avspegling av människan.
Gregersen och Skiveren (2015) menar att Kaufmann Mathiesens diktning innehåller tre kännetecken. För det första lyfter han fram oväntade och skeva eller försljutna sidor av den kända verkligheten. För det andra finns en uttalad sympati för naturens förbisedda varelser, ett slags ekologisk-politiskt ställningstagande för insekter, småfåglar eller ungdjur. För det tredje lyfter Gregersen och Skiveren också fram ett socialt engagemang, kring makt och förtryck men också kring marginalisering och utanförskap i det moderna ekonomiska samhället.
På svenska är Kaufmann Mathiesen utgiven av Ellerströms förlag, med Att lyssna till lärkan (2012) i översättning av Jonas Ellerström. År 2006 gavs även Heinrich Hundkocks äventyr ut som ljudupptagning, i översättning av Bengt Berg (1984) och inläst av Bibi Nordin. Under 1980-talet skrev han också ett flertal artiklar om framför allt danska grafiker, bildkonstnärer och författare för tidskriften Förr och nu.
Kaufmann Mathiesen mottog det danska Otto Gelsted-prisen 1987, Statens Kundsfonds Livsvarige Ydelse 2002, och Kritikerprisen år 2009, för diktsamlingen Bonjour monsieur Satie.